# 라이카 (개 품종)
라이카(Laika, 러시아어: Ла́йка)는 러시아 지역에서 사육하는 사냥개 종류를 일컫는다. 크게 이스트와 웨스트 종으로 나뉘며, 호랑이 사냥용으로 많이 이용되었다.

## 갤러리

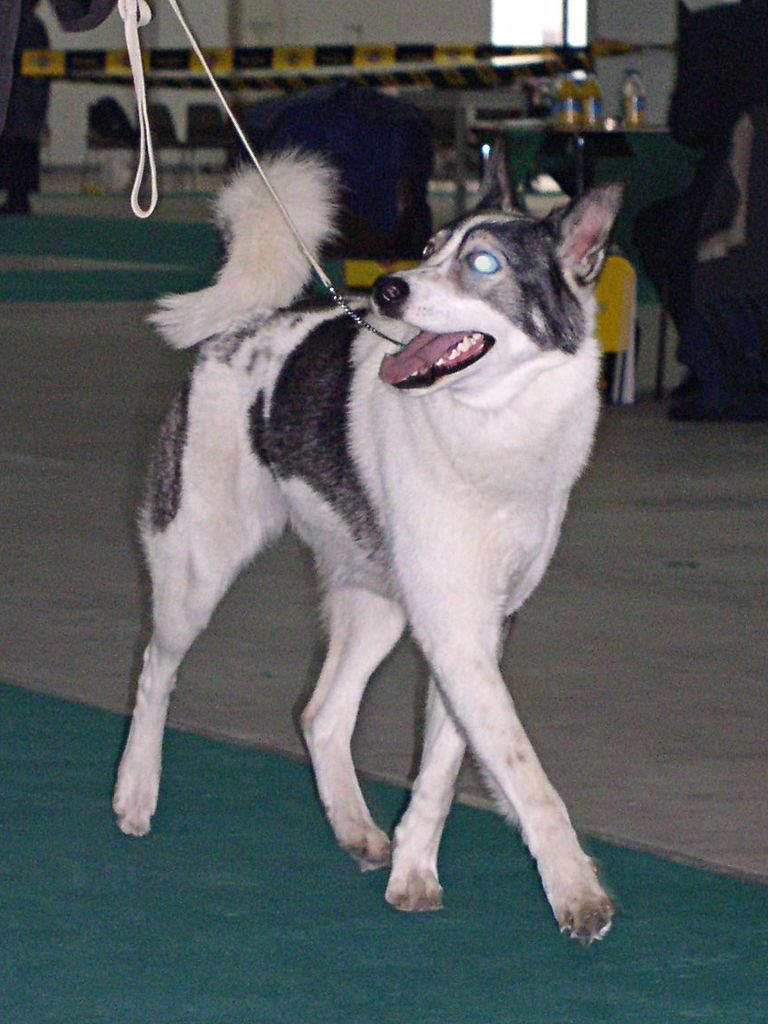
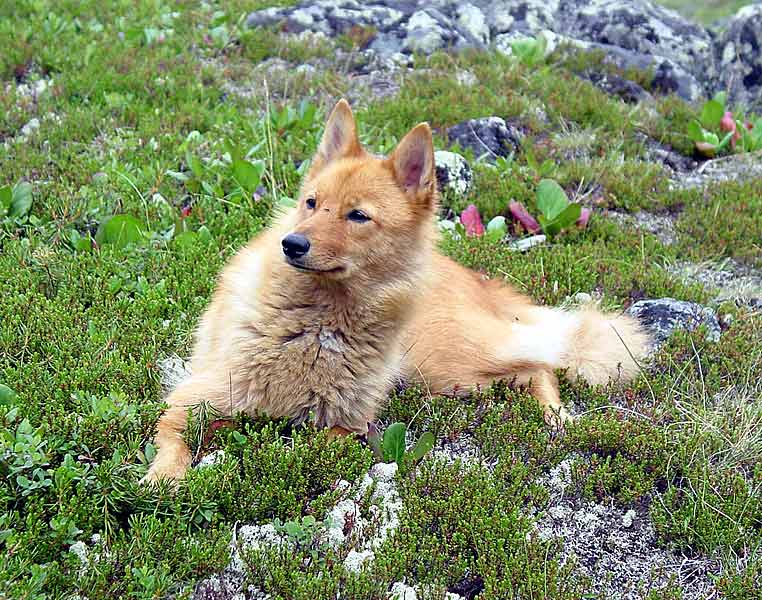